# Fenil
Fenil je jednovalentni radikal ugljikovodika (C6H5-).  Organski aromatski radikal, dobiven oduzimanjem jednog atoma vodika benzenu.
Glavni je dio aminokiseline fenilalanina.